# Річ Франклін
Річ Джей Франклін (англ. Rich Jay Franklin; *5 жовтня 1974, Цинциннаті, Огайо, США) — американський спортсмен, спеціаліст зі змішаних бойових мистецтв (англ. MMA). Чемпіон світу зі змішаних бойових мистецтв у середній ваговій категорії за версією UFC (2005—2006 роки).

## Кар'єра
З 1999 року Франклін успішно виступає в змішаних єдиноборствах. Протягом перших трьох років він проводив бої на турнірах локальних федерацій, де здобув 11 перемог та одну нічию. Досягнувши такого рекорду та планомірно підвищуючи рівень опозиції, Річ врешті вийшов на рівень міжнародних змагань і боїв за світову першість. Пік його бійцівської кар'єри припадає на 2005—2006 роки, коли він, виступаючи у середній вазі, здобув титул чемпіона світу за версією Абсолютного бійцівського чемпіонату (англ. UFC). Поясом чемпіона володів протягом року, двічі успішно провівши захист. У 2006 році програв титул майбутньому чемпіону-рекордсмену Андерсону Сілві. У 2007 році повернувся в число претендентів на титул, але вдруге поступився Сілві, у той же спосіб — нокаутом від ударів коліньми. Невдовзі після цього повернувся у напівважку вагову категорію, з якої починав бійцівську кар'єру. Протягом 2009—2012 років Франклін провів 7 боїв поспіль проти колишніх чемпіонів світу, у трьох боях здобув перемогу. Виступаючи під егідою UFC Франклін двічі був удостоєний премії «Бій вечора» (за бої з Вандерлеєм Сілвою) та один раз «Нокаут вечора» (за перемогу над Чаком Лідделлом). В останні роки кар'єри Франклін часто виступав на виїзних турнірах UFC (зокрема Канаді, Ірландії, Німеччині, Бразилії та КНР). Він часто змінював вагову категорію, виступаючи у середній і напівважкій вазі, а також у попередньо узгоджених вагових рамках. Протягом своєї кар'єри Річ Франклін здобув перемоги над чемпіонами світу Еваном Теннером (двічі), Кеном Шемроком, Вандерлеєм Сілвою (двічі) та Чаком Лідделлом.
Цікаві факти:
- 13 боїв Франклін провів із колишніми або майбутніми чемпіонами світу;
- 86 % перемог Франкліна здобуті достроково: нокаутами і підкореннями.
- Річ Франклін — знавець бразильського дзюдзюцу (чорний пояс).
- Річ Франклін — колишній вчитель математики.[1]
- знявся у фільмі «Солдат-кіборг» (2008)

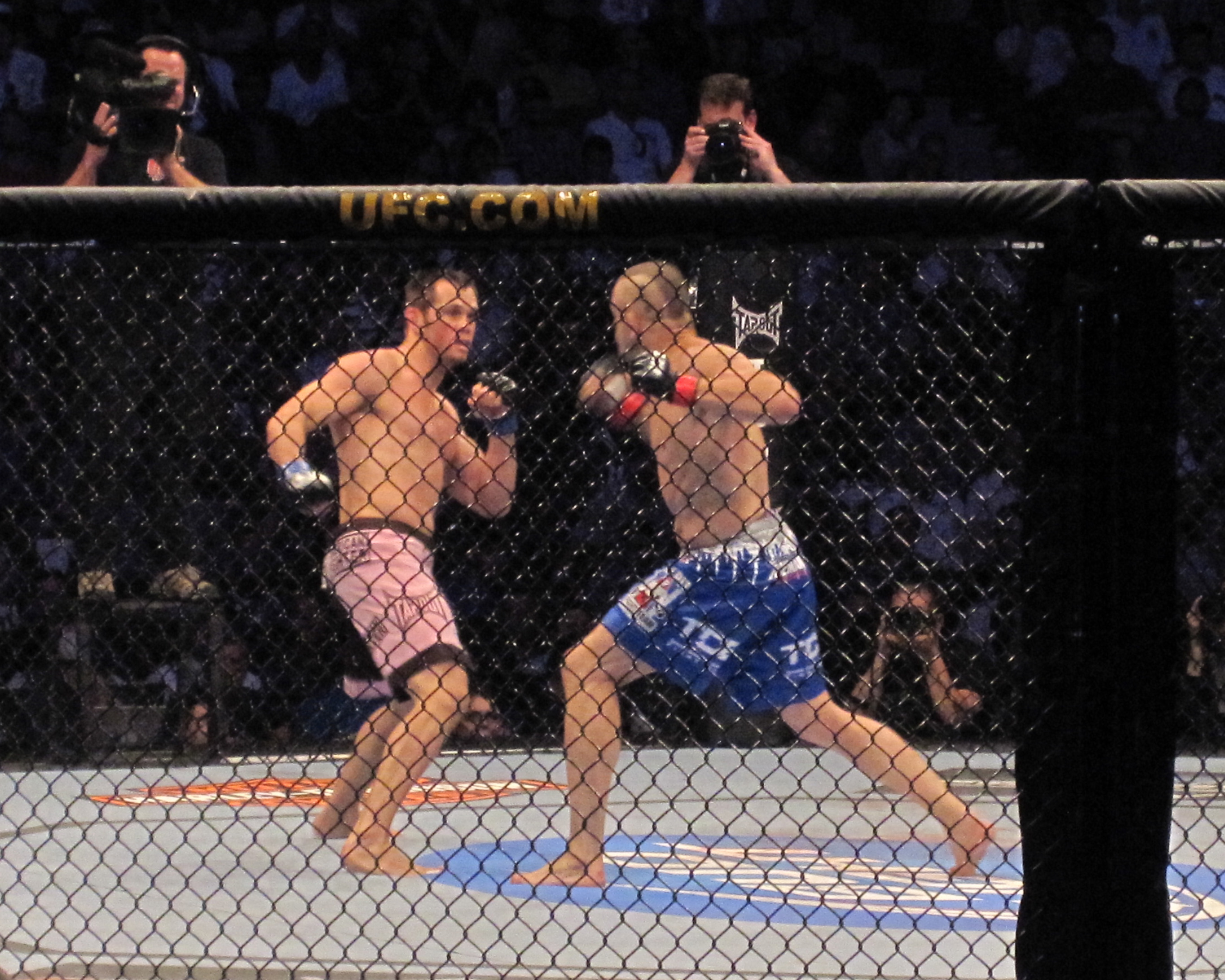
Екс-чемпіони світу зі змішаних бойових мистецтв Річ Франклін та Чак Ліделл у рейтинговому бою на 115 етапі UFC.

## Статистика в змішаних бойових мистецтвах
| Результат   | Противник          | Вага     | Спосіб                               | Раунд | Час  | Дата              | Місце                    | Подія                                | Примітки |
| ----------- | ------------------ | -------- | ------------------------------------ | ----- | ---- | ----------------- | ------------------------ | ------------------------------------ | --- |
| Поразка     | Кунг Ле            | 77-84 кг | Нокаут (удар кулаком)                | 1     | 2:17 | 10 листопада 2012 | Макао, КНР               | «UFC on Fuel TV 6»                   | |
| Перемога    | Вандерлей Сілва    | 86 кг    | Рішення суддів (одностайне)          | 5     | 5:00 | 23 червня 2012    | Белу-Оризонті, Бразилія  | «UFC 147»                            | Виграв премію «Бій вечора».                                                                                                   |
| Поразка     | Форрест Гріффін    | 84-93 кг | Рішення суддів (одностайне)          | 3     | 5:00 | 5 лютого 2011     | Лас-Вегас, США           | «UFC 126»                            | |
| Перемога    | Чак Ліделл         | 84-93 кг | Нокаут (удар кулаком)                | 1     | 4:55 | 12 червня 2010    | Ванкувер, Канада         | «UFC 115»                            | Виграв премію «Нокаут вечора».                                                                                                |
| Поразка     | Вітор Белфорт      | 88 кг    | Нокаут (удари кулаками)              | 1     | 3:02 | 19 вересня 2009   | Даллас, США              | «UFC 103»                            | |
| Перемога    | Вандерлей Сілва    | 88 кг    | Рішення суддів (одностайне)          | 3     | 5:00 | 13 червня 2009    | Кьольн, Німеччина        | «UFC 99»                             | Виграв премію «Бій вечора».                                                                                                   |
| Поразка     | Ден Хендерсон      | 84-93 кг | Рішення суддів (роздільне)           | 3     | 5:00 | 17 січня 2009     | Дублін, Ірландія         | «UFC 93»                             | |
| Перемога    | Метт Хемілл        | 84-93 кг | Технічний нокаут (удар коліном)      | 3     | 0:39 | 6 вересня 2008    | Атланта, США             | «UFC 88»                             | |
| Перемога    | Тревіс Лютер       | 77-84 кг | Технічний нокаут (удари кулаками)    | 2     | 3:01 | 19 квітня 2008    | Монреаль, Канада         | «UFC 83»                             | |
| Поразка     | Андерсон Сілва     | 77-84 кг | Нокаут (удари коліньми)              | 2     | 1:07 | 20 жовтня 2007    | Цинциннаті, США          | «UFC 77»                             | Бій за титул чемпіона у середній ваговій категорії.                                                                           |
| Перемога    | Юсін Окамі         | 77-84 кг | Рішення суддів (одностайне)          | 3     | 5:00 | 16 червня 2007    | Белфаст, Велика Британія | «UFC 72»                             | |
| Перемога    | Джейсон МакДональд | 77-84 кг | Технічний нокаут (рішення кутового)  | 2     | 5:00 | 3 березня 2007    | Колумбус, США            | «UFC 68»                             | |
| Поразка     | Андерсон Сілва     | 77-84 кг | Нокаут (удари коліньми)              | 1     | 2:59 | 14 жовтня 2006    | Лас-Вегас, США           | «UFC 64»                             | Втратив титул чемпіона у середній ваговій категорії.                                                                          |
| Перемога    | Девід Луазо        | 77-84 кг | Рішення суддів (одностайне)          | 5     | 5:00 | 4 березня 2006    | Лас-Вегас, США           | «UFC 58»                             | Захистив титул чемпіона у середній ваговій категорії.                                                                         |
| Перемога    | Нейт Кворрі        | 77-84 кг | Нокаут (удар кулаком)                | 1     | 2:34 | 19 листопада 2005 | Лас-Вегас, США           | «UFC 56»                             | Захистив титул чемпіона у середній ваговій категорії.                                                                         |
| Перемога    | Еван Теннер        | 77-84 кг | Технічний нокаут (рішення лікаря)    | 4     | 3:25 | 4 червня 2005     | Ньюарк, США              | «UFC 53»                             | Виграв титул чемпіона у середній ваговій категорії.                                                                           |
| Перемога    | Кен Шемрок         | 84-93 кг | Технічний нокаут (удари руками)      | 1     | 2:42 | 9 квітня 2005     | Лас-Вегас, США           | «UFC: The Ultimate Fighter 1 Finale» | |
| Перемога    | Кьортіс Стоут      |          | Підкорення (удари кулаками)          | 2     | 1:28 | 12 грудня 2004    | Гаваї, США               | «SuperBrawl 38»                      | |
| Перемога    | Хорхе Рівера       | 77-84 кг | Підкорення (больовий прийом на руку) | 3     | 4:28 | 22 жовтня 2004    | Атлантик-Сіті, США       | «UFC 50»                             | |
| Перемога    | Ральф Ділон        |          | Підкорення (больовий прийом на ногу) | 1     | 0:56 | 14 липня 2004     | Анкоридж, США            | «AFC 1»                              | |
| Перемога    | Лео Сильвест       |          | Підкорення (удари кулаками)          | 1     | 1:13 | 16 квітня 2004    | Гаваї, США               | «SuperBrawl 35»                      | |
| Поразка     | Ліото Мачіда       | 97 кг    | Технічний нокаут (удари кулаками)    | 2     | 1:03 | 31 грудня 2003    | Кобе, Японія             | «Inoki Bom-Ba-Ye 2003»               | |
| Перемога    | Едвін ДеВіс        | 84-93 кг | Технічний нокаут (удари кулаками)    | 1     | 3:35 | 26 вересня 2003   | Лас-Вегас, США           | «UFC 44»                             | |
| Перемога    | Роберто Рамірес    |          | Нокаут (удари кулаками)              | 1     | 0:10 | 19 липня 2003     | Іллінойс, США            | «Battleground 1: War Cry»            | |
| Перемога    | Еван Теннер        | 84-93 кг | Технічний нокаут (удари кулаками)    | 1     | 2:40 | 25 квітня 2003    | Маямі, США               | «UFC 42»                             | |
| Перемога    | Ентоні Рі          |          | Технічний нокаут (удари кулаками)    | 1     | 2:46 | 17 вересня 2002   | Гаваї, США               | «UCC: Eruption in Hawaii»            | |
| Перемога    | Ян Пеллерін        |          | Підкорення (больовий прийом на руку) | 1     | 3:23 | 15 червня 2002    | Квебек, Канада           | «UCC 10»                             | |
| Перемога    | Марвін Істмен      | 84-93 кг | Підкорення (больовий прийом на руку) | 1     | 1:02 | 3 листопада 2001  | Невада, США              | «WFA 1»                              | |
| Перемога    | Денніс Рід         |          | Підкорення (удари кулаками)          | 1     | 1:38 | 5 серпня 2001     | Огайо, США               | «Extreme Challenge: Trials»          | |
| Перемога    | Кріс Сайферт       |          | Підкорення (удари кулаками)          | 2     | 1:45 | 13 липня 2001     | Айова, США               | «Extreme Challenge 41»               | |
| Перемога    | Тревіс Фултон      |          | Технічний нокаут (зламана рука)      | 1     | 5:00 | 17 березня 2001   | Каунсіл-Блаффс, США      | «Rings USA: Battle of Champions»     | |
| Не відбувся | Аарон Брінк        | 84-93 кг | Рішення суддів                       | 1     | 2:42 | 13 січня 2001     | Фресно, США              | «IFC Warriors Challenge 11»          | Бій проходив за звання чемпіона США і був визнаний таким, що не відбувся. Причина: Аарон Брінк отримав випадкову травму ноги. |
| Перемога    | Денніс Рід         |          | Підкорення (больовий прийом на руку) | 1     | 1:56 | 29 червня 2000    | Давенпорт, США           | «Extreme Challenge 35»               | |
| Перемога    | Грей Майерс        |          | Нокаут (удар ногою)                  | 3     | 0:59 | 13 травня 2000    | Евансвілль, США          | «WEF 9»                              | |
| Перемога    | Роб Сміт           |          | Технічний нокаут (удари кулаками)    | 1     | 2:30 | 24 березня 2000   | Кеноша, США              | «Extreme Challenge 31»               | |
| Перемога    | Юджин Пінолт       |          | Підкорення (удари кулаками)          | 1     | 1:27 | 4 жовтня 1999     | Мейсон-Сіті, США         | «Extreme Challenge: Trials»          | |
| Перемога    | Майкл Мартін       |          | Нокаут (удар ногою)                  | 1     | 0:21 | 19 червня 1999    | Вілінг, США              | «WEF 6»                              | |